# Lake Davis
Lake Davis es un lugar designado por el censo en el condado de Plumas en el estado estadounidense de California. En el año 2000 tenía una población de 23 habitantes y una densidad poblacional de 1.4 personas por km².

## Geografía
Lake Davis se encuentra ubicado en las coordenadas 40°14′7″N 121°12′15″O / 40.23528, -121.20417. Según la Oficina del Censo, la ciudad tiene un área total de 15,9 km² (6,1 mi²), de la cual 15,9 km² (6,1 mi²) es tierra y 0 km² (0 mi²) (0%) es agua.